# Noise of Our Time
Noise of Our Time ist ein Jazzalbum von Ken Vandermark, Nate Wooley, Sylvie Courvoisier und Tom Rainey. Die am 17. August 2017 im Oktaven Audio in Mount Vernon, New York, entstandenen Aufnahmen erschienen am 21. September 2018 auf Intakt Records.

## Hintergrund
Während Ken Vandermarks mehrtägigem Aufenthalt im Veranstaltungsort The Stone im Januar 2016 (dokumentiert auf Momentum 1: Stone, Audiographic Records, 2016) hatte er Begegnungen mit Nate Wooley, Sylvie Courvoisier und Tom Rainey. Die drei Musiker traten dort neben Vandermark auf; der Trompeter Nate Wooley hatte mit Vandermark bereits die Hälfte eines Duos gebildet. Sie vereinbarten darauf gemeinsame Aufnahmen und gingen ein Jahr später mit neun Kompositionen ins Studio – je drei von Courvoisier, Vandermark und Wooley.

## Titelliste

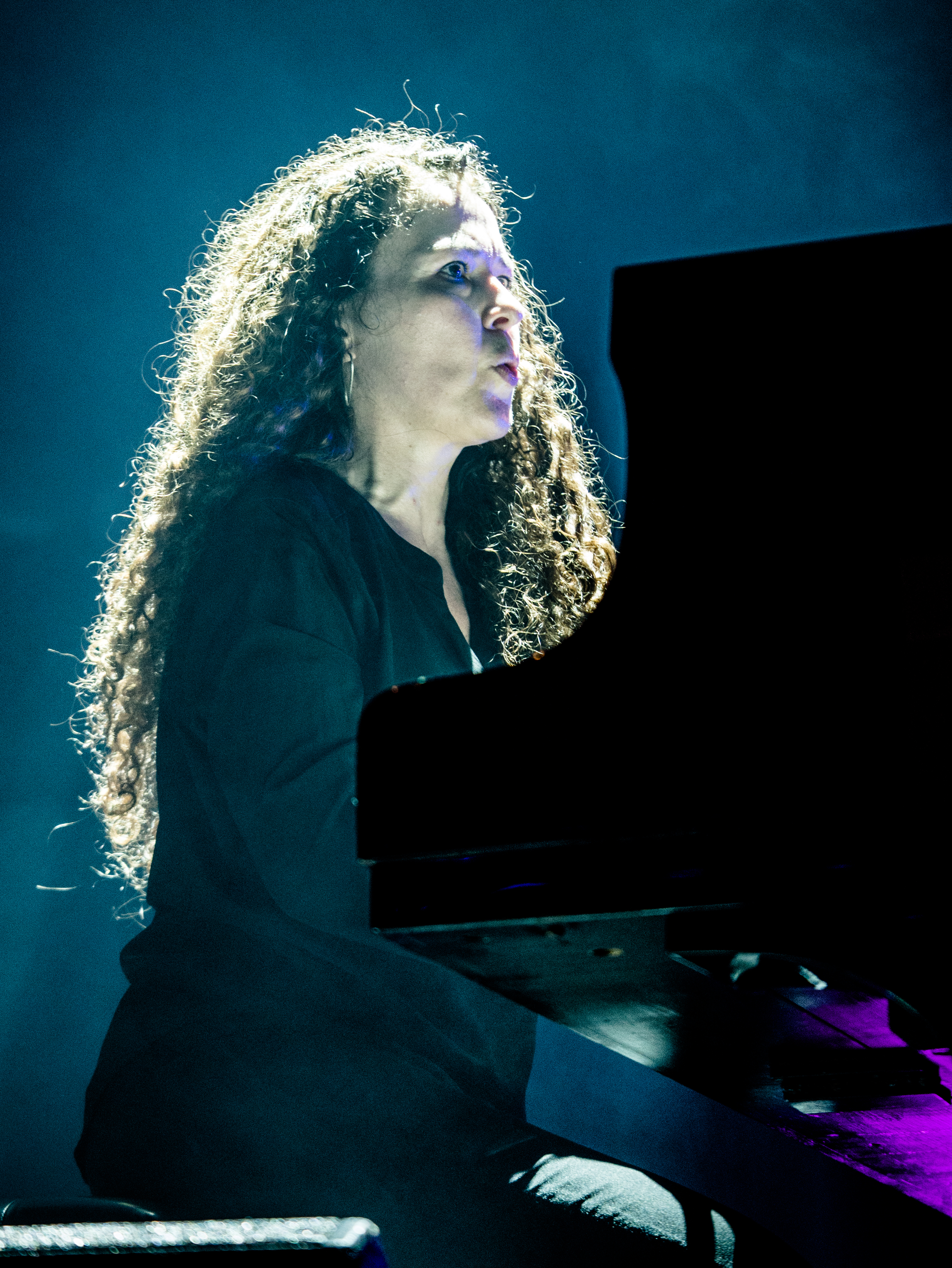
Sylvie Courvoisier beim Moers festival 2017. Foto: Harald Krichel

- Ken Vandermark / Nate Wooley / Sylvie Courvoisier / Tom Rainey: Noise of Our Time (Intakt CD 310)[1]
  1. Checkpoint (Sylvie Courvoisier) 5:03
  2. Track and Field (Ken Vandermark) 6:39
  3. Sparks (Sylvie Courvoisier) 3:44
  4. The Space Between the Teeth (Nate Wooley) 6:12
  5. Tag (Ken Vandermark) 4:32
  6. Songs of Innocence (Nate Wooley) 4:17
  7. VWCR (Sylvie Courvoisier) 4:00
  8. Truth Through Mass Individuation (Nate Wooley)  4:03
  9. Simple Cut (Ken Vandermark) 5:41

## Rezeption
Nach Ansicht von John Sharpe, der dem Album in All About Jazz die Höchstbewertung von fünf Sternen verlieh, halte der Talentgipfelt tatsächlich, was der Titel verspreche. „Das Quartett schafft ein umfassendes Porträt des Standes der Technik, in dem das, was man für Noise hält, in einer musikalischen Situation geschickt rekontextualisiert wird. In gewisser Weise haben die Mitglieder dies während ihrer illustren Karriere getan. Angesichts ihrer entmutigenden Fähigkeiten als Improvisatoren ist die Überraschung hier vielleicht, dass sie dies durch das Medium der Komposition tun.“

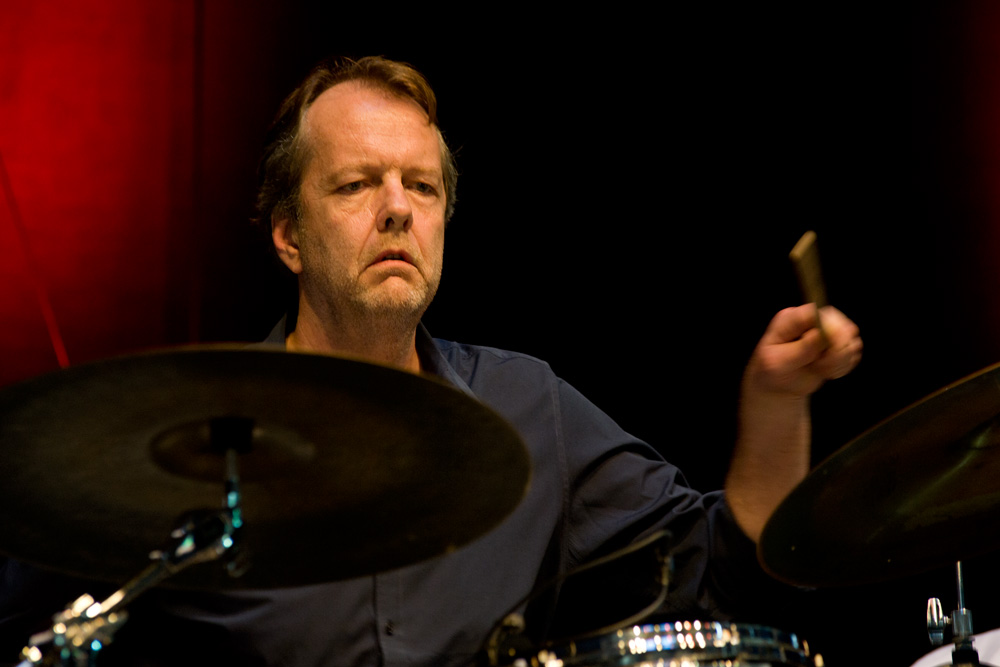
Tom Rainey auf dem Moers festival 2012

Thomas Conrad schrieb in JazzTimes, es sei bemerkenswert, wie sich ein kleines Jazzensemble verwandelt, wenn der Bassist weggelassen wird, besonders wenn der Schlagzeuger nie auf Zeit spiele. Tom Rainey streue stattdessen Akzente und spritze mit Klangfarben. „Das Ergebnis ist, dass die anderen drei Spieler auf freiem Feld agieren.“ Das Quartett hier hatte noch nie als Band zusammen gespielt, bis sie diese Platte in einer vierstündigen Session aufgenommen hatten. Die Melodien von Courvoisier sind die witzigsten, so Conrad; Vandermarks seien dichter und komplexer. Die des Trompeters Nate Wooley seien wiederum wunderbar seltsam: „The Space Between the Teeth“ wechselt zwischen Drohnen, hektischen Eruptionen und spannenden langen Stille, während „Songs of Innocence“ formell und stattlich beginnt und zu haarsträubender Klarinetten-/Trompetendisharmonie wird. Die Überraschungsfähigkeit dieses Albums ist immens. Nichts in den ersten acht Tracks bereitet sich auf die gemessene Anmut und melodische Gelassenheit von Vandermarks „Simple Cut“ vor. Aber da sei es am Ende, so soll es sein.
Nach Ansicht von Gustav Lindqvist (Free Jazz Blog) sei dies ein Album mit großartigen individuellen Leistungen einiger der besten Künstler des Genres. Individuelle Stärken und die persönliche Stimme vermischten sich mit der extremen Fähigkeit, zuzuhören, was die anderen spielten. Man erlebe neun Stücke mit einer Länge von drei bis sechs Minuten, was für eine Vandermark-Kollaboration ungewöhnlich sei, bei der häufig längere Darbietungen mit langen improvisierten Abschnitten durchgeführt werden, kombiniert mit komponierten Ideen.